# FK Vojvodina
Fudbalski klub Vojvodina, også kendt som Vojvodina Novi Sad og Vojvodina og Voša er en serbisk professionel fodboldklub i Novi Sad, Vojvodina, Serbiens næststørste, og er en af de mest populære klubber i landet. Klubben blev etableret i 1914.